# Lutz Bacher

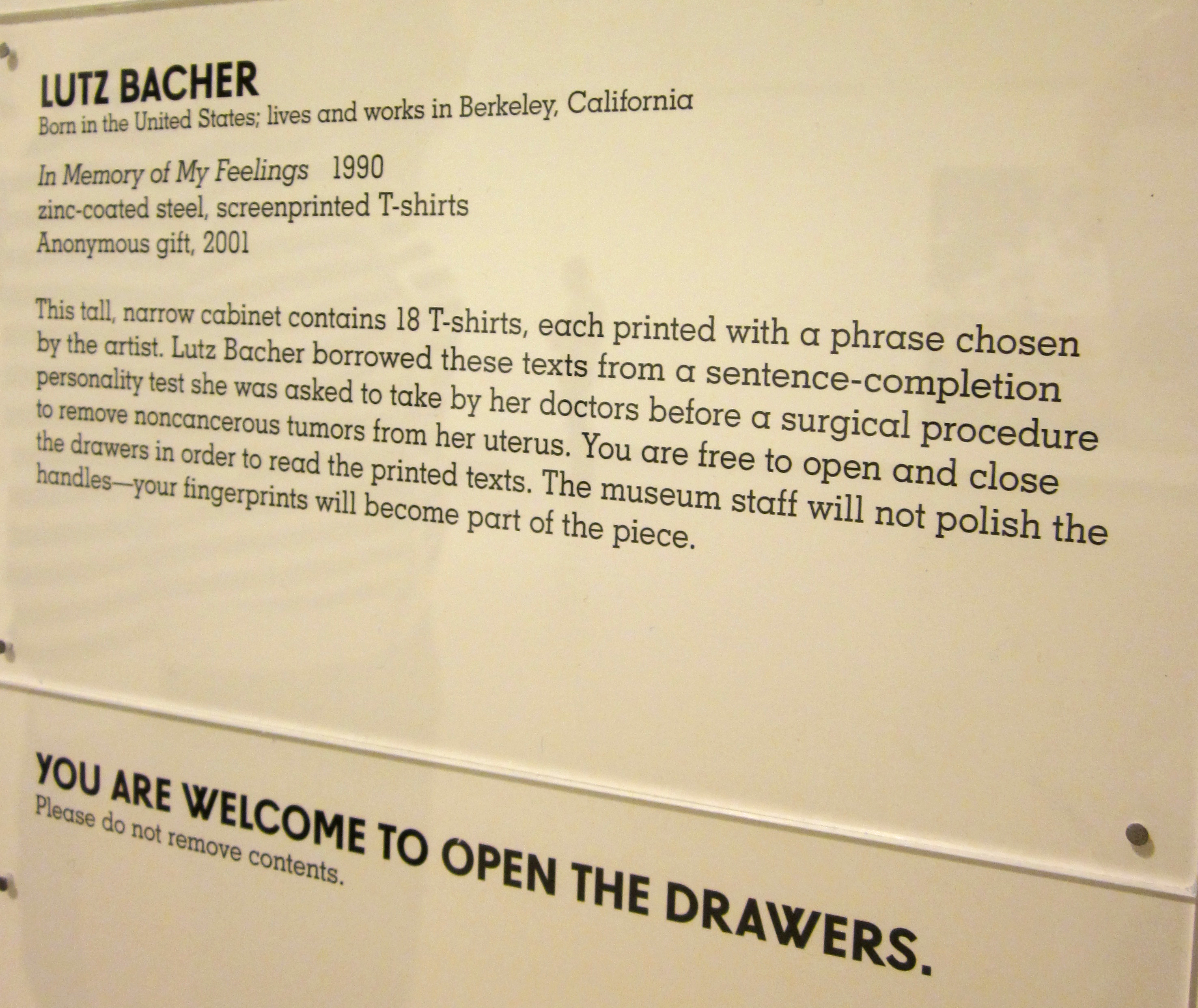
Beschreibung Lutz Bachers; In Memory of My Feelings, 1990

Lutz Bacher (* 21. September 1943; † 14. Mai 2019 in Manhattan, New York City, New York) war eine US-amerikanische Künstlerin, die seit den 1970er Jahren wirkte. Sie stammte aus Berkeley in Kalifornien und lebte in New York. Der Name Lutz Bacher ist ein Pseudonym. In den 1970er Jahren war auch ihr Geschlecht der Öffentlichkeit unbekannt. Sie lehrte eine Zeit lang an der UCLA, wo unter anderem Trisha Donnelly bei ihr studierte. Sie galt lange Zeit als Kultfigur in der Kunstszene, seit Beginn der 2010er Jahre gewann sie aber auch bei einem größeren Publikum Beachtung.

## Themen
Bachers Werk umfasst Videos, Fotografien und Skulpturen. Viele dieser Arbeiten enthalten Elemente der Populärkultur, persönliche Artefakte und gefundene Objekte. Ihr Werk sträubt sich gegen Wiedererkennbarkeit und Kategorisierungen und behandelt Fragen rund um Identität, Sexualität und Körper.

## Ausstellungen
In ihrer über 40-jährigen Karriere hat Bacher ihre Werke weltweit in zahlreichen Einzel- und Gruppenausstellungen gezeigt, wie beispielsweise im Berkeley Art Museum und der Ratio 3 Galerie in San Francisco. Museale Einzelausstellungen fanden in der Secession, Wien (2016); Aspen Art Museum, Colorado (2014); National Museum of Denmark, Kopenhagen (2014); und Contemporary Art Museum, St. Louis (2008) statt.
Weitere Einzelausstellungen fanden im Portikus in Frankfurt, Deutschland am Institute of Contemporary Arts in London, UK und in der Kunsthalle Zürich statt. Diese drei Institutionen veröffentlichten die erste monografische Publikation zu Bachers umfassendem Œuvre. Im Jahr 2009 wurden ihre Multimedia-Arbeiten in MY SECRET LIFE im P.S.1 MoMA in New York City gezeigt, welches auch ihre erste Retrospektive war.

## Sammlungen
Lutz Bachers Arbeiten sind in verschiedenen Sammlungen vertreten:
- Museum of Modern Art, New York
- Art Institute of Chicago, Chicago
- UC Berkeley Art Museum and Pacific Film Archive, Berkeley
- Metropolitan Museum of Art, New York
- San Francisco Museum of Modern Art, San Francisco
- Walker Art Center, Minneapolis
- Whitney Museum of American Art, New York
- evn sammlung, Maria Enzersdorf, Österreich

## Schriften
- Lutz Bacher – Snow. On the occasion of three distinct exhibitions, Lutz Bacher, 9. Februar – 14. April 2013, Portikus, Frankfurt; Lutz Bacher: Black Beauty, 25. September – 17. November 2013, Institute of Contemporary Arts, London; Lutz Bacher: Snow, 23. November 2013 – 2. Februar 2014, Kunsthalle Zürich, Bacher, Lutz (Ill.); Ruf, Beatrix (Hrsg.); Exhibition Lutz Bacher 2013 Frankfurt am Main; Exhibition Lutz Bacher: Black Beauty 2013 London; Exhibition Lutz Bacher: Snow 2013–2014. Mit einem Nachwort von Caoimhin Mac Giolla Léith: Lutz Bacher, Disjecta Membra (en, de). Zürich. 2013